# Club Social y Deportivo Merlo
Maillots
Le Club Social y Deportivo Merlo est un club argentin de football basé à Merlo.

## Palmarès
- Primera C Metropolitana
  - Champion : 2000 et 2006